# والتر بواس
والتر بواس (بالألمانية: Walter Boas؛ بالإنجليزية: Walter Boas) هو فيزيائي أسترالي وألماني، ولد في 10 فبراير 1904 في برلين في ألمانيا، وتوفي في 12 مايو 1982 في ملبورن في أستراليا.